# Leichtathletik-Europameisterschaften 1950/10.000 m Gehen der Männer

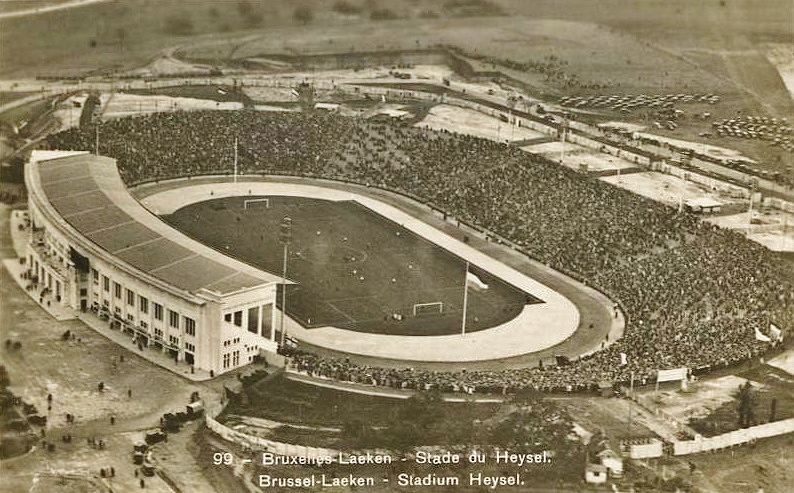
Das Brüsseler Heysel-Stadion in einer Luftaufnahme von 1935

Das 10.000-Meter-Gehen der Männer bei den Leichtathletik-Europameisterschaften 1950 wurde am 24. August 1950 als Bahnwettkampf im Heysel-Stadion der belgischen Hauptstadt Brüssel ausgetragen.
Europameister wurde der Schweizer Fritz Schwab. Er gewann vor dem Franzosen Émile Maggi. Bronze ging an den schwedischen Titelverteidiger John Mikaelsson.

## Rekorde

### Bestehende Rekorde
| Weltrekord           | 42:39,6 min | Werner Hardmo   | Kumla, Schweden      | 9. September 1945 |
| Europarekord         | 42:39,6 min | Werner Hardmo   | Kumla, Schweden      | 9. September 1945 |
| Meisterschaftsrekord | 46:05,2 min | John Mikaelsson | EM in Oslo, Norwegen | 25. August 1946   |

### Rekordverbesserung
Der Schweizer Europameister Fritz Schwab verbesserte den bestehenden Meisterschaftsrekord um 3,4 Sekunden auf 46:01,8 Minuten. Zum Europa-, gleichzeitig Weltrekord, fehlten ihm 3:22,2 Minuten.

## Durchführung
Die dreizehn Teilnehmer traten gemeinsam zum Finale an.

## Finale

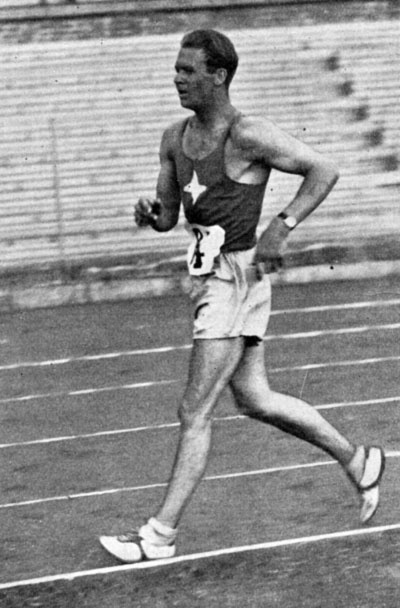
John Mikaelsson – Europameister 1946 und Olympiasieger 1948 sowie dann auch noch einmal 1952 – gewann hier die Bronzemedaille
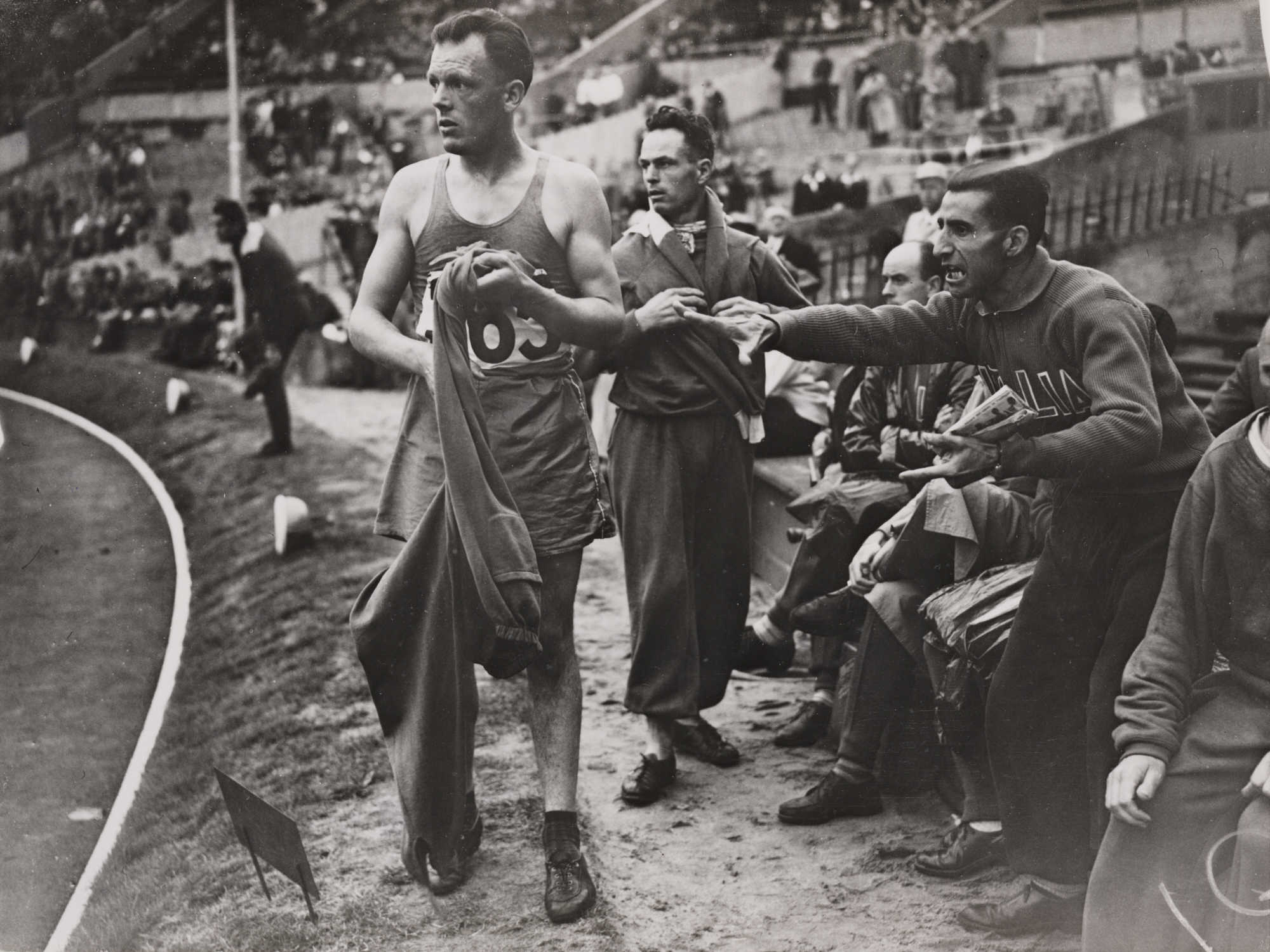
Louis Chevalier kam wie schon 1946 auf den vierten Platz
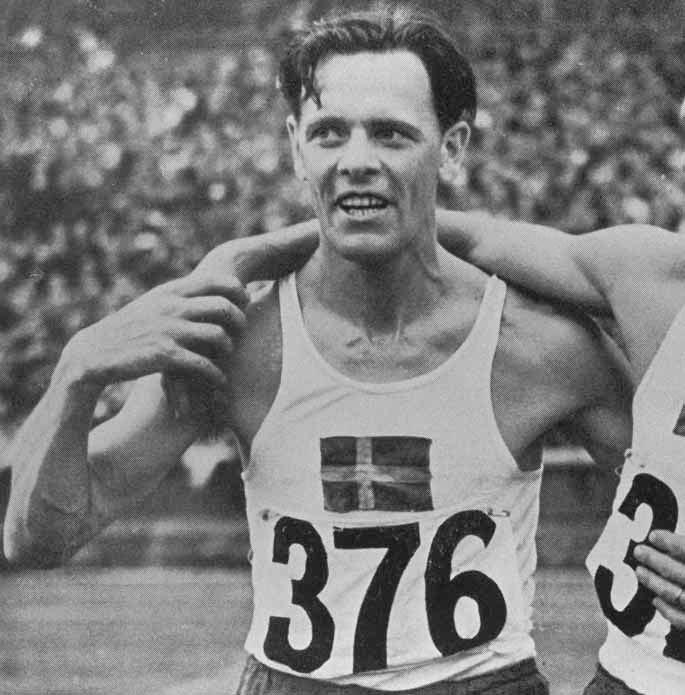
Ingemar Johansson wurde in diesem Wettbewerb disqualifiziert

24. August 1950, 15:30 Uhr
| Platz | Name               | Nation         | Zeit (min) |
| ----- | ------------------ | -------------- | ---------- |
| 1     | Fritz Schwab       | Schweiz        | 46:01,8 CR |
| 2     | Émile Maggi        | Frankreich     | 46:16,8    |
| 3     | John Mikaelsson    | Schweden       | 46:48,2    |
| 4     | Salvatore Cascino  | Italien        | 48:46,0    |
| 5     | Louis Chevalier    | Frankreich     | 49:03,0    |
| 6     | Robert Delannoit   | Belgien        | 50:22,6    |
| 7     | Ragnar Olsen       | Norwegen       | 51:41,8    |
| 8     | Louis van Dijck    | Belgien        | 52:15,4    |
| DNF   | Lawrence Allen     | Großbritannien |            |
| DSQ   | Roland Hardy       | Großbritannien |            |
| DSQ   | Louis Marquis      | Schweiz        |            |
| DSQ   | Telemaco Arcangeli | Italien        |            |
| DSQ   | Ingemar Johansson  | Schweden       |            |

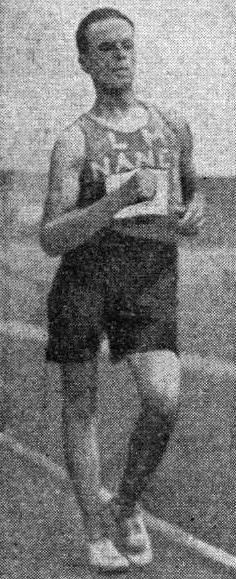
Vizeeuropameister Émile Maggi

- John Mikaelsson – Europameister 1946 und Olympiasieger 1948 sowie dann
auch noch einmal 1952 – gewann hier die Bronzemedaille
- Louis Chevalier kam wie schon 1946
auf den vierten Platz
- Ingemar Johansson wurde in
diesem Wettbewerb disqualifiziert